# Emmanuel Flahaut
Pour les articles homonymes, voir Flahaut.
Emmanuel Flahaut est un chimiste français travaillant dans le domaine de la science des matériaux, et en particulier des nanomatériaux carbonés. Il est Directeur de recherche au CNRS et affecté au Centre interuniversitaire de recherche et d'ingénierie des matériaux (CIRIMAT) à Toulouse.

## Parcours
Après des études de chimie à l'Université Joseph-Fourier à Grenoble (Licence et Maitrise de Chimie), il s'oriente dans un premier temps vers l'électrochimie à Grenoble. Il fait une thèse en Science des Matériaux à l'Université Paul Sabatier de Toulouse (1996-1999) sous la Direction d'Abel Rousset. Il commence alors à travailler sur la synthèse des nanotubes de carbone par dépôt chimique catalytique en phase vapeur (CCVD) et développe en particulier une synthèse grâce à l'Oxyde de magnésium (MgO). 
Il travaille ensuite au Inorganic Chemistry Laboratory (ICL) à l'Université d'Oxford (2000-2001), avec Malcolm Green, à la synthèse de nanotubes hybrides par remplissage avec des nanocristaux / nanofils monodimensionnels (1D). 
Il entre au CNRS en 2001 en tant que chargé de recherche, puis obtient une HDR en 2007 avant de devenir Directeur de recherche en 2010.

## Travaux de recherche
Ses travaux de recherche, à l'interface entre la Science des Matériaux, la Biologie et la physique, concernent les nanotubes de carbone ainsi que le graphène et ses dérivés tels que l'oxyde de graphène et ses formes réduites et le graphène à peu de couches (few-layer graphene, FLG). Il développe la synthèse de ce graphène.
Il s'intéresse dès 2005 aux aspects liés à l'impact potentiel des nanomatériaux carbonés sur la santé et l'environnement,.
Il devient expert auprès de l'Anses dès 2008, puis membre de son Conseil Scientifique en 2023,,.

## Publications scientifiques
Il est l'auteur de plus de 250 publications scientifiques,,.
Il est éditeur du journal Synthetic Metals depuis 2016.

## Distinctions
- Médaille Jean Rist de la Société Française de Métallurgie et de Matériaux (2007)[11]
- Membre Distingué Junior Société Chimique de France (2014)[12]
- Prix "Chercheur confirmé" conjoint SCF / SPF (DCP) (2016)[13],[1]
- Prix Brian Kelly du British Carbon Group (2006)[14]
- Membre de l'European Academy of Science en 2020[15]